# 台灣展翅協會
台灣展翅協會（英語：ECPAT Taiwan），原名台灣終止童妓協會，是國際終止童妓組織（ECPAT）的創始會員，國際網路檢舉熱線聯盟（INHOPE）會員，由高李麗珍女士（台灣長老教會高俊明牧師的妻子）創辦，以終止童妓、兒童色情與跨國性剝削為目標，同時也參與國際合作與交流和提倡青年志願服務。協會秘書長陳逸玲為行政院兒童及少年福利與權益推動小組委員。
關於協會名稱中「展翅」的含義，高李麗珍表示「展翅，是為了要匯集更多人的力量，將受傷的人庇護在張開的羽翼下，讓他們更有能力，就如聖經所記載：『受傷的人要如鷹展翅高飛』。」

## 歷史
- 1991年，台灣終止童妓協會加入「國際終止亞洲觀光業童妓運動」（The International Campaign to End Child Prostitution in Asian Tourism，簡稱），組成ECPAT台灣委員會。
- 1994年3月31日，台灣終止童妓協會正式立案。
- 1997年，終止亞洲童妓國際運動更名為「國際終止童妓組織」（End Child Prostitution, Child Pornography & Trafficking of Children for Sexual Purposes，簡稱）。
- 1999年，Web547檢舉熱線正式啟用。
- 2005年，台灣終止童妓協會加入國際網路檢舉熱線聯盟。
- 2005年5月17日，秘書長李麗芬代表終止童妓協會，與兒福聯盟、主婦聯盟一同參加立法院《出版品及錄影節目帶分級辦法》公聽會[5][6]。
- 2006年，Web885諮詢熱線正式啟用，Smartkids網路新國民網站正式啟用。
- 2009年6月，終止童妓協會、勵馨基金會、婦女救援基金會等團體發起「反性剝削聯盟」，表示性交易是性剝削並導致人口販運，反對性交易、性專區合法化，主張罰嫖不罰娼[7][8]。
- 2009年7月，台灣終止童妓協會更名為台灣展翅協會。
- 2012年9月，聯合國兒童權利委員會前主席Jaap Doek應展翅協會之邀來臺灣參加國際研討會，中華民國總統馬英九接見Jaap Doek[9]。
- 2012年12月，國際終止童妓組織獲頒台灣民主基金會亞洲民主人權獎。
- 2015年8月28日，台灣展翅協會與台灣女人連線、台北市議員簡舒培共同抗議台北市政府消費女體，反對製作與發行波多野結衣悠遊卡[10]。
- 2016年11月29日，中華民國副總統陳建仁接見ECPAT International主席貝勒米（Carol Bellamy）、INHOPE主席謝堅斯（Arda Gerkens）[11]。
- 2018年3月15日，台灣展翅協會與台灣女人連線、台北市女性權益促進會、台灣職業安全健康連線共同舉行「#Me too！打破沉默，我們就在這裡！」聯合記者會，設置申訴專線，給予性侵犯與性騷擾受害者支持及陪伴[12]。
- 2020年3月，展翅協會與兒福聯盟於公共政策網路參與平台提案「修法嚴懲製造、散布、持有兒少性剝削影像者，別讓台灣重演南韓『N號房性虐事件』」[13]，要求提高《兒童及少年性剝削防制條例》對於兒少性剝削製品的處罰，以及行政院成立兒少網路安全專責機關。
- 2024年8月9日，台灣展翅協會舉辦30週年慶祝餐會，理事長郭敬恩向高李麗珍頒發「兒少之翼」感謝牌，勵馨基金會前執行長紀惠容、台灣少年權益與福利促進聯盟前秘書長葉大華也出席與會[14]。

- 有ECPAT關聯組織的國家  沒有
- 台灣展翅協會與美國在台協會舉辦「防制網路兒少色情圓桌會議」，由高玉泉（中右）與馬啟思（中左）主持
- 2016年11月29日中華民國副總統陳建仁與ECPAT International主席貝勒米（Carol Bellamy）會面
- 2016年11月29日陳建仁接見ECPAT International主席貝勒米、INHOPE主席謝堅斯（Arda Gerkens）

## 工作計畫
主要工作計畫包含：
- 少女展翅自立生活計畫：

協助受《兒童及少年性剝削防制條例》或《性侵害犯罪防治法》保護之少女培養獨立生活能力，並提供安全住宿、穩定就業／就學服務。
- 兒少性剝削被害人服務：

新北市兒少性剝削個案家庭處遇服務、桃園市兒少年性剝削追縱輔導服務。
- 性私密影像被害人服務：

協助遭受散布性私密影像或是性勒索事件之被害人報案偵訊、下架影像，並提供相關諮詢。
- 人口販運防制與服務：

監督政府落實人口販運防制工作，推動修法（《人口販運防制法》）及倡議活動。提供人口販運被害人諮詢與協助服務。
- 兒少上網安全守護行動：

Web547檢舉熱線、Web885諮詢熱線、Smartkids網路新國民。
- 兒童人權推廣與倡議：

促成《兒童權利公約》國內法化（《兒童權利公約施行法》），共同發起台灣兒童權利公約聯盟（Taiwan NGOs for CRC）。
- 政策研究與倡議：

兒少性剝削政策及實務研究。
- 國際合作：

ECPAT International會員、INHOPE會員、舉辦國際研討會。

## Web547檢舉熱線
Web547（網路無色情）為台灣展翅協會於1999年設立的網路違法及不當內容的匿名檢舉網站，在國內部份，展翅協會與網路業者、縣市警察、刑事局偵九隊合作，要求網路業者移除網路不當資訊，或將違法資訊移交警察處理，網路內容涉及兒童色情則移交刑事局偵九隊偵查。國外網站的兒童色情，協會轉寄相關的INHOPE熱線會員組織協助處理。而位於國外之違法或不當資訊，協會將此類案件移交教育部資訊及科技教育司，匯入台灣學術網路的黑名單資料庫，保護國中小學生之上網安全。
Web547提供檢舉的類型如下：　
1. 兒童少年色情
2. 兒童少年情色
3. 兒童裸體主義
4. 誘騙兒童少年從事性行為
5. 兒童少年運賣（人口販運）
6. 兒童少年性觀光
7. 成人色情（有設置驗證機制來避免兒少瀏覽）
8. 兒童可取得之成人色情（無設置驗證機制來避免兒少瀏覽）
9. 極端成人色情（色情內容已達猥褻且違反國內相關法律者）
10. 媒介性交易
11. 販賣色情光碟（違反國內相關法律之色情光碟）
12. 販賣毒品
13. 電腦及遊戲軟體內容涉及違法（內容已逾越限制級或描述其他犯罪行為而對未滿18歲者之行為、心理有不良影響，且違反國內相關法律者）
14. 電腦及遊戲軟體分級錯誤

## 對於虛擬兒少色情的觀點
虛擬或是仿兒童的性剝削製品可致社會容忍兒少遭受性化、將兒童視為性客體的現象，置兒少於風險之中。政府應盡速立法規範虛擬或是仿兒童的性剝削製品，以保護兒少免於性剝削的風險。——台灣展翅協會，《第二次兒童權利公約執行之替代報告》（2022）
2022年3月，台灣展翅協會於《第二次兒童權利公約執行之替代報告》中稱尚未有法律規範虛擬兒少色情，而虛擬兒少色情使兒童及少年處於性剝削的風險之中，因此政府應盡速立法規範虛擬兒少色情，協會亦督促政府接受《關於買賣兒童、兒童賣淫和兒童色情問題之兒童權利公約任擇議定書》（OPSC）並將其國內法化。同年11月19日，即「兒童權利公約第二次國家報告國際審查會議」結束後，展翅協會舉辦「電腦／數位製作之兒童性虐待製品法制討論國際交流工作坊」，參加者包括聯合國兒童權利委員會前主席Jaap Doek。展翅協會於「2023年1～3月展翅工作成果」中，表示2023年的《兒童及少年性剝削防制條例》修法已將協會的主張「規範虛擬兒少性剝削製品」納入。
對於AI生成的擬真虛擬兒少色情，展翅協會常務理事高玉泉認為不是廠商寫滿十八歲就可規避法律責任，而是要客觀判斷是否滿十八歲（例如使用坦納分期（Tanner scale）），而漫畫等擬真程度低的，若臉看起來是小孩，即便身體發育很成熟仍是兒少性影像。高玉泉主張以《兒童及少年性剝削防制條例》處罰虛擬兒少色情的賣家與買家。高玉泉與協會秘書長陳逸玲稱虛擬兒少色情會造成真實世界的兒少性剝削，甚至作為誘騙兒童的工具。高玉泉表示在法律與國際公約上兒少權益高於言論自由，而日本沒有禁止虛擬創作是受出版業者影響，台灣不應以日本作對照
。
展翅協會常務理事高玉泉、兒少網安處處長陳時英受邀出席2023年iWIN兒少網安年會時，高玉泉認為《刑法》235條對猥褻圖畫已有2年以下有期徒刑，歐美也從20年前就對虛擬兒少色情開罰，不是非真人就不該處罰。對於ACG作品，高玉泉表示《兒童權利公約》的兒少最佳利益，就是涉及兒童的事物都應以兒童為最優先考量，把兒童當性幻想對象就是對兒童不利，而虛擬兒少色情不是沒有被害人，被害人是潛在的所有兒少。陳時英主張《關於買賣兒童、兒童賣淫和兒童色情問題之兒童權利公約任擇議定書》（OPSC）已經規範了虛擬兒少色情，聲稱存在虛擬兒少色情被用做誘騙兒童的工具之案例（例如安妮亞·佛傑、竈門禰豆子等角色的創作），並認為虛擬兒少色情的觀看者有想要去傷害真實兒童的意圖。

## 出版品
- 丁映君等. . 內政部兒童局. 2012年. ISBN 9789860352290.
- 丁映君等. . 台灣展翅協會. 2014年. ISBN 9789572998489.
- 衛生福利部、台灣展翅協會. . 臺北市: 衛生福利部. 2018年  [2024-03-11]. ISBN 9789860550986. （原始内容存档于2024-02-20）.
- 余玉玥等.  (PDF). 臺北市: 衛生福利部社會及家庭署. 2021年  [2024-03-11]. ISBN 9789865469184. （原始内容存档 (PDF)于2024-03-11）.
- Susanna Greijer、Jaap Doek著，李心祺譯.  (PDF). 臺北市: 台灣展翅協會. 2021年  [2024-03-10]. ISBN 9789860602814. （原始内容存档 (PDF)于2024-03-09）.

## 外部連結
- 台灣展翅協會官方網站
- 台灣展翅協會 ECPAT Taiwan的Facebook專頁
- 台灣展翅協會ECPAT Taiwan的Instagram帳戶
- ECPAT Taiwan 台灣展翅協會的X（前Twitter）
- YouTube上的台灣展翅協會ECPAT Taiwan頻道
- Web547檢舉熱線 （页面存档备份，存于）
- Web885諮詢熱線 （页面存档备份，存于）
- Smartkids網路新國民